# سباق الطريق للسيدات في بطولة العالم لسباق الدراجات على الطريق 2021
سباق الطريق للسيدات في بطولة العالم لسباق الدراجات على الطريق 2021 (بالفرنسية: Course en ligne féminine aux championnats du monde de cyclisme sur route 2021)‏ هو سباق دراجات هوائية، وهو الموسم رقم 61 من سباق الطريق للسيدات في بطولة العالم لسباق الدراجات على الطريق، وأقيم في 25 سبتمبر 2021، وامتدّ لمسافة 157.70 كيلومتر، وهو أحد سباقات بطولة العالم لسباق الدراجات على الطريق 2021، وشارك فيه 176 متسابقاً ووصل إلى نهايته 117 متسابقاً.
فاز فيه بالمركز الأول إليسا بالسامو، وبالمركز الثاني ماريان فوس، وبالمركز الثالث كاتارزينا نيفيادوما.

## الفرق
| فرق وطنية (48)- فريق هولندا لركوب الدراجات للسيدات ‏ - فريق إيطاليا لركوب الدراجات للسيدات‏ - فريق الدنمارك لركوب الدراجات للسيدات ‏ - فريق ألمانيا لركوب الدراجات للسيدات‏ - فريق سويسرا لركوب الدراجات للسيدات ‏ - فريق الولايات المتحدة لركوب الدراجات للسيدات‏ - فريق أستراليا لركوب الدراجات للسيدات‏ - فريق بلجيكا لركوب الدراجات للسيدات ‏ - فريق جنوب أفريقيا لركوب الدراجات للسيدات‏ - فريق بولندا لركوب الدراجات للسيدات‏ - فريق فرنسا لركوب الدراجات للسيدات ‏ - بريطانيا - فريق إسبانيا لركوب الدراجات للسيدات ‏ - فريق النرويج لركوب الدراجات للسيدات ‏ - فريق سلوفينيا لركوب الدراجات للسيدات‏ - فريق نيوزيلندا لركوب الدراجات للسيدات‏ - منتخب النمسا لركوب الدراجات للسيدات‏ - فريق السويد لركوب الدراجات للسيدات‏ - فريق كندا لركوب الدراجات للسيدات‏ - فريق الاتحاد الروسي للدراجات لسباق الدراجات على الطريق للسيدات‏ - فريق كولومبيا لركوب الدراجات للسيدات‏ - فريق لوكسمبورغ لركوب الدراجات للسيدات‏ - فريق ليتوانيا لركوب الدراجات للسيدات‏ - فريق أوكرانيا لركوب الدراجات للسيدات‏ - منتخب تشيلي الوطني لسباق الدراجات على الطريق للسيدات‏ - منتخب كوبا الوطني لسباق الدراجات على الطريق للسيدات‏ - فريق تايلاند لركوب الدراجات للسيدات‏ - فريق المجر لركوب الدراجات للسيدات‏ - فريق روسيا البيضاء لركوب الدراجات للسيدات ‏ - فريق المكسيك لركوب الدراجات للسيدات‏ - فريق التشيك لركوب الدراجات للسيدات‏ - فريق إسرائيل لسباق الدراجات على الطريق للسيدات‏ - فريق أوزبكستان لسباق الدراجات للسيدات‏ - فريق لاتفيا لركوب الدراجات للسيدات‏ - فريق سلوفاكيا لركوب الدراجات للسيدات‏ - فريق إستونيا لركوب الدراجات للسيدات‏ - فريق جمهورية أيرلندا لركوب الدراجات للسيدات‏ - فريق رواندا لسباق الدراجات للسيدات‏ - فريق آيسلندا لسباق الدراجات على الطريق للسيدات‏ - فريق صربيا لركوب الدراجات للسيدات‏ - فريق البرتغال لركوب الدراجات للسيدات‏ - فريق ترينيداد وتوباغو لسباق الدراجات على الطريق للسيدات‏ - فريق البرازيل لركوب الدراجات للسيدات‏ - فريق إريتريا لسباق الدراجات للسيدات‏ - فريق أذربيجان لركوب الدراجات للسيدات‏ - فريق اليابان لركوب الدراجات للسيدات‏ - فريق باراغواي لسباق الدراجات للسيدات‏ - منتخب الأرجنتين الوطني لسباق الدراجات على الطريق للسيدات‏ |  |
| |  |

## المشاركون
| فريق هولندا لركوب الدراجات للسيدات 2021 ‏ NED | فريق هولندا لركوب الدراجات للسيدات 2021 ‏ NED | فريق هولندا لركوب الدراجات للسيدات 2021 ‏ NED |
| -------------------------------------------- | -------------------------------------------- | -------------------------------------------- |
| م                                            | عداء                                         | مرتبة                                        |
| 1                                            | أنا فان دير بريغين                           | 89                                           |
| 2                                            | لوسيندا براند                                | 36                                           |
| 3                                            | ايمي بيترز                                   | 30                                           |
| 4                                            | Chantal van den Broek-Blaak                  | 32                                           |
| 5                                            | Ellen van Dijk                               | 18                                           |
| 6                                            | أنيميك فان فليوتن                            | 19                                           |
| 7                                            | ديمي فوليرينغ                                | 7                                            |
| 8                                            | ماريان فوس                                   | 2                                            |

| فريق إيطاليا لركوب الدراجات للسيدات 2021‏ ITA | فريق إيطاليا لركوب الدراجات للسيدات 2021‏ ITA | فريق إيطاليا لركوب الدراجات للسيدات 2021‏ ITA |
| -------------------------------------------- | -------------------------------------------- | -------------------------------------------- |
| م                                            | عداء                                         | مرتبة                                        |
| 9                                            | إليسا بالسامو                                | 1                                            |
| 10                                           | مارتا باستيانيلي                             | 22                                           |
| 11                                           | مارتا كافالي                                 | 20                                           |
| 12                                           | إيلينا سيتشيني                               | 95                                           |
| 13                                           | ماريا جوليا كونفالونيري                      | 23                                           |
| 14                                           | Vittoria Guazzini ‏                           | 94                                           |
| 15                                           | إليسا ونغو بورغيني                           | 17                                           |

| فريق الدنمارك لركوب الدراجات للسيدات 2021 ‏ DEN | فريق الدنمارك لركوب الدراجات للسيدات 2021 ‏ DEN | فريق الدنمارك لركوب الدراجات للسيدات 2021 ‏ DEN |
| ---------------------------------------------- | ---------------------------------------------- | ---------------------------------------------- |
| م                                              | عداء                                           | مرتبة                                          |
| 16                                             | أمالي ديديريكسن                                | 65                                             |
| 17                                             | Trine Holmsgaard ‏                              | 102                                            |
| 18                                             | Marita Jensen ‏                                 | 96                                             |
| 19                                             | Emma Norsgaard                                 | 82                                             |
| 20                                             | Rebecca Koerner ‏                               | لم يكمل السباق                                 |
| 21                                             | Julie Norman Leth ‏                             | 79                                             |
| 22                                             | سيسيلي أوتوب لودفيغ                            | 8                                              |

| فريق ألمانيا لركوب الدراجات للسيدات 2021‏ GER | فريق ألمانيا لركوب الدراجات للسيدات 2021‏ GER | فريق ألمانيا لركوب الدراجات للسيدات 2021‏ GER |
| -------------------------------------------- | -------------------------------------------- | -------------------------------------------- |
| م                                            | عداء                                         | مرتبة                                        |
| 23                                           | ليزا برينور                                  | 9                                            |
| 24                                           | Kathrin Hammes ‏                              | 74                                           |
| 25                                           | رومي كاسبر                                   | 87                                           |
| 26                                           | ليزا كلاين                                   | 66                                           |
| 27                                           | فرانشيسكا كوش ‏                               | 37                                           |
| 28                                           | Lea Lin Teutenberg ‏                          | 88                                           |
| 29                                           | ليان ليبرت                                   | لم يكمل السباق                               |

| فريق سويسرا لركوب الدراجات للسيدات 2021 ‏ SUI | فريق سويسرا لركوب الدراجات للسيدات 2021 ‏ SUI | فريق سويسرا لركوب الدراجات للسيدات 2021 ‏ SUI |
| -------------------------------------------- | -------------------------------------------- | -------------------------------------------- |
| م                                            | عداء                                         | مرتبة                                        |
| 30                                           | كارولين باور                                 | 105                                          |
| 31                                           | Elise Chabbey ‏                               | 13                                           |
| 32                                           | Sina Frei ‏                                   | 15                                           |
| 33                                           | Nicole Koller ‏                               | لم يكمل السباق                               |
| 34                                           | مارلين رويسر                                 | 90                                           |
| 35                                           | Noemi Rüegg ‏                                 | 62                                           |

| فريق الولايات المتحدة لركوب الدراجات للسيدات 2021‏ USA | فريق الولايات المتحدة لركوب الدراجات للسيدات 2021‏ USA | فريق الولايات المتحدة لركوب الدراجات للسيدات 2021‏ USA |
| ----------------------------------------------------- | ----------------------------------------------------- | ----------------------------------------------------- |
| م                                                     | عداء                                                  | مرتبة                                                 |
| 36                                                    | كريستين فولكنر                                        | 52                                                    |
| 37                                                    | Coryn Rivera                                          | 10                                                    |
| 38                                                    | لورين ستيفنز                                          | 106                                                   |
| 39                                                    | ليا توماس                                             | 56                                                    |
| 40                                                    | تايلر وايلز                                           | 71                                                    |
| 41                                                    | روث ويندر                                             | 21                                                    |

| فريق أستراليا لركوب الدراجات للسيدات 2021‏ AUS | فريق أستراليا لركوب الدراجات للسيدات 2021‏ AUS | فريق أستراليا لركوب الدراجات للسيدات 2021‏ AUS |
| --------------------------------------------- | --------------------------------------------- | --------------------------------------------- |
| م                                             | عداء                                          | مرتبة                                         |
| 42                                            | جيسيكا ألين                                   | 111                                           |
| 43                                            | تيفاني كرومويل                                | 41                                            |
| 44                                            | Lauretta Hanson ‏                              | 92                                            |
| 45                                            | كلو هوسكينغ                                   | لم يكمل السباق                                |
| 46                                            | Rachel Neylan ‏                                | 24                                            |
| 47                                            | سارة روي                                      | 38                                            |
| 48                                            | أماندا سبرات                                  | 93                                            |

| فريق بلجيكا لركوب الدراجات للسيدات 2021 ‏ BEL | فريق بلجيكا لركوب الدراجات للسيدات 2021 ‏ BEL | فريق بلجيكا لركوب الدراجات للسيدات 2021 ‏ BEL |
| -------------------------------------------- | -------------------------------------------- | -------------------------------------------- |
| م                                            | عداء                                         | مرتبة                                        |
| 49                                           | Shari Bossuyt ‏                               | 59                                           |
| 50                                           | Kim de Baat ‏                                 | لم يكمل السباق                               |
| 51                                           | Valerie Demey ‏                               | 76                                           |
| 52                                           | جولين ديهور                                  | 34                                           |
| 53                                           | لوت كوبيكي                                   | 16                                           |
| 54                                           | Jesse Vandenbulcke ‏                          | 48                                           |

| فريق جنوب أفريقيا لركوب الدراجات للسيدات 2021‏ RSA | فريق جنوب أفريقيا لركوب الدراجات للسيدات 2021‏ RSA | فريق جنوب أفريقيا لركوب الدراجات للسيدات 2021‏ RSA |
| ------------------------------------------------- | ------------------------------------------------- | ------------------------------------------------- |
| م                                                 | عداء                                              | مرتبة                                             |
| 55                                                | Frances Janse van Rensburg ‏                       | 112                                               |
| 56                                                | Kerry Jonker ‏                                     | لم يكمل السباق                                    |
| 57                                                | Tiffany Keep ‏                                     | لم يكمل السباق                                    |
| 58                                                | آشلي مولمان                                       | 11                                                |
| 59                                                | Hayley Preen ‏                                     | 61                                                |
| 60                                                | Courteney Webb‏                                    | لم يكمل السباق                                    |

| فريق بولندا لركوب الدراجات للسيدات 2021‏ POL | فريق بولندا لركوب الدراجات للسيدات 2021‏ POL | فريق بولندا لركوب الدراجات للسيدات 2021‏ POL |
| ------------------------------------------- | ------------------------------------------- | ------------------------------------------- |
| م                                           | عداء                                        | مرتبة                                       |
| 61                                          | Marta Jaskulska ‏                            | 68                                          |
| 62                                          | Karolina Karasiewicz ‏                       | 97                                          |
| 63                                          | Karolina Kumięga ‏                           | 51                                          |
| 64                                          | Marta Lach ‏                                 | 53                                          |
| 65                                          | Aurela Nerlo ‏                               | 72                                          |
| 66                                          | كاتارزينا نيفيادوما                         | 3                                           |

| فريق فرنسا لركوب الدراجات للسيدات 2021 ‏ FRA | فريق فرنسا لركوب الدراجات للسيدات 2021 ‏ FRA | فريق فرنسا لركوب الدراجات للسيدات 2021 ‏ FRA |
| ------------------------------------------- | ------------------------------------------- | ------------------------------------------- |
| م                                           | عداء                                        | مرتبة                                       |
| 67                                          | أود بيانيك                                  | 45                                          |
| 68                                          | Audrey Cordon-Ragot                         | 27                                          |
| 69                                          | أوجيني دوفال                                | 49                                          |
| 70                                          | روكسان فورنييه                              | 109                                         |
| 71                                          | جولييت لابوس                                | 46                                          |
| 72                                          | Évita Muzic ‏                                | 50                                          |

| بريطانيا GBR | بريطانيا GBR   | بريطانيا GBR   |
| ------------ | -------------- | -------------- |
| م            | عداء           | مرتبة          |
| 73           | Alice Barnes   | 84             |
| 74           | Lizzie Deignan | 14             |
| 75           | فايفر جورجي    | 35             |
| 76           | آنا هندرسون    | 25             |
| 77           | Joss Lowden ‏   | لم يكمل السباق |
| 78           | Anna Shackley ‏ | 40             |

| فريق إسبانيا لركوب الدراجات للسيدات 2021 ‏ ESP | فريق إسبانيا لركوب الدراجات للسيدات 2021 ‏ ESP | فريق إسبانيا لركوب الدراجات للسيدات 2021 ‏ ESP |
| --------------------------------------------- | --------------------------------------------- | --------------------------------------------- |
| م                                             | عداء                                          | مرتبة                                         |
| 79                                            | مارغريتا فيكتوريا غارسيا                      | 29                                            |
| 80                                            | شيلا جوتيريز                                  | 81                                            |
| 81                                            | سارا مارتين                                   | 69                                            |
| 82                                            | إيدر ميرينو كورتازار                          | 55                                            |
| 83                                            | Lourdes Oyarbide ‏                             | 77                                            |
| 84                                            | أني سانستيبان                                 | 39                                            |

| فريق النرويج لركوب الدراجات للسيدات 2021 ‏ NOR | فريق النرويج لركوب الدراجات للسيدات 2021 ‏ NOR | فريق النرويج لركوب الدراجات للسيدات 2021 ‏ NOR |
| --------------------------------------------- | --------------------------------------------- | --------------------------------------------- |
| م                                             | عداء                                          | مرتبة                                         |
| 85                                            | Katrine Aalerud ‏                              | 83                                            |
| 86                                            | سوزان أندرسن                                  | 75                                            |
| 87                                            | Stine Borgli ‏                                 | 80                                            |
| 88                                            | Ingvild Gåskjenn ‏                             | 78                                            |
| 89                                            | إميلي موبيرج                                  | لم يكمل السباق                                |
| 90                                            | Anne Dorthe Ysland ‏                           | 47                                            |

| فريق سلوفينيا لركوب الدراجات للسيدات 2021‏ SLO | فريق سلوفينيا لركوب الدراجات للسيدات 2021‏ SLO | فريق سلوفينيا لركوب الدراجات للسيدات 2021‏ SLO |
| --------------------------------------------- | --------------------------------------------- | --------------------------------------------- |
| م                                             | عداء                                          | مرتبة                                         |
| 91                                            | Urška Bravec ‏                                 | لم يكمل السباق                                |
| 92                                            | يوجينة بوجاك                                  | 58                                            |
| 93                                            | Špela Kern ‏                                   | 28                                            |
| 94                                            | Urška Žigart ‏                                 | لم يكمل السباق                                |

| فريق نيوزيلندا لركوب الدراجات للسيدات 2021‏ NZL | فريق نيوزيلندا لركوب الدراجات للسيدات 2021‏ NZL | فريق نيوزيلندا لركوب الدراجات للسيدات 2021‏ NZL |
| ---------------------------------------------- | ---------------------------------------------- | ---------------------------------------------- |
| م                                              | عداء                                           | مرتبة                                          |
| 95                                             | Henrietta Christie ‏                            | لم يكمل السباق                                 |
| 96                                             | ميشيلا دراموند                                 | 64                                             |
| 97                                             | Niamh Fisher-Black ‏                            | 91                                             |
| 98                                             | إيلا هاريس                                     | 26                                             |

| منتخب النمسا لركوب الدراجات للسيدات 2021‏ AUT | منتخب النمسا لركوب الدراجات للسيدات 2021‏ AUT | منتخب النمسا لركوب الدراجات للسيدات 2021‏ AUT |
| -------------------------------------------- | -------------------------------------------- | -------------------------------------------- |
| م                                            | عداء                                         | مرتبة                                        |
| 99                                           | Verena Eberhardt ‏                            | لم يكمل السباق                               |
| 100                                          | Sarah Rijkes ‏                                | 67                                           |
| 101                                          | Christina Schweinberger ‏                     | 104                                          |
| 102                                          | Kathrin Schweinberger ‏                       | لم يكمل السباق                               |

| فريق السويد لركوب الدراجات للسيدات 2021‏ SWE | فريق السويد لركوب الدراجات للسيدات 2021‏ SWE | فريق السويد لركوب الدراجات للسيدات 2021‏ SWE |
| ------------------------------------------- | ------------------------------------------- | ------------------------------------------- |
| م                                           | عداء                                        | مرتبة                                       |
| 103                                         | Caroline Andersson ‏                         | لم يكمل السباق                              |
| 104                                         | Julia Borgström ‏                            | 101                                         |
| 105                                         | حنا نيلسون                                  | 43                                          |
| 106                                         | Sara Penton ‏                                | لم يكمل السباق                              |

| فريق كندا لركوب الدراجات للسيدات 2021‏ CAN | فريق كندا لركوب الدراجات للسيدات 2021‏ CAN | فريق كندا لركوب الدراجات للسيدات 2021‏ CAN |
| ----------------------------------------- | ----------------------------------------- | ----------------------------------------- |
| م                                         | عداء                                      | مرتبة                                     |
| 107                                       | كارول آن كانويل                           | 31                                        |
| 108                                       | أليسون جاكسون                             | 6                                         |
| 109                                       | ليا كيرشمان                               | 63                                        |

| فريق الاتحاد الروسي للدراجات لسباق الدراجات على الطريق للسيدات‏ RCF | فريق الاتحاد الروسي للدراجات لسباق الدراجات على الطريق للسيدات‏ RCF | فريق الاتحاد الروسي للدراجات لسباق الدراجات على الطريق للسيدات‏ RCF |
| ------------------------------------------------------------------ | ------------------------------------------------------------------ | ------------------------------------------------------------------ |
| م                                                                  | عداء                                                               | مرتبة                                                              |
| 110                                                                | تمارا بالابولينا ‏                                                  | لم يكمل السباق                                                     |

| فريق كولومبيا لركوب الدراجات للسيدات 2021‏ COL | فريق كولومبيا لركوب الدراجات للسيدات 2021‏ COL | فريق كولومبيا لركوب الدراجات للسيدات 2021‏ COL |
| --------------------------------------------- | --------------------------------------------- | --------------------------------------------- |
| م                                             | عداء                                          | مرتبة                                         |
| 111                                           | Erika Milena Botero‏                           | لم يكمل السباق                                |
| 112                                           | Lorena Colmenares ‏                            | 117                                           |
| 113                                           | Lina Hernández ‏                               | لم يكمل السباق                                |
| 114                                           | Paula Patiño ‏                                 | 42                                            |
| 115                                           | Diana Peñuela ‏                                | 98                                            |

| فريق لوكسمبورغ لسباق الدراجات على الطريق للسيدات 2021‏ LUX | فريق لوكسمبورغ لسباق الدراجات على الطريق للسيدات 2021‏ LUX | فريق لوكسمبورغ لسباق الدراجات على الطريق للسيدات 2021‏ LUX |
| --------------------------------------------------------- | --------------------------------------------------------- | --------------------------------------------------------- |
| م                                                         | عداء                                                      | مرتبة                                                     |
| 116                                                       | Nina Berton ‏                                              | 116                                                       |
| 117                                                       | كريستين ماجروس                                            | 33                                                        |

| فريق ليتوانيا لركوب الدراجات للسيدات 2021‏ LTU | فريق ليتوانيا لركوب الدراجات للسيدات 2021‏ LTU | فريق ليتوانيا لركوب الدراجات للسيدات 2021‏ LTU |
| --------------------------------------------- | --------------------------------------------- | --------------------------------------------- |
| م                                             | عداء                                          | مرتبة                                         |
| 118                                           | Inga Češulienė ‏                               | 115                                           |
| 119                                           | راسا ليليفيتو                                 | 54                                            |

| فريق أوكرانيا لركوب الدراجات للسيدات 2021‏ UKR | فريق أوكرانيا لركوب الدراجات للسيدات 2021‏ UKR | فريق أوكرانيا لركوب الدراجات للسيدات 2021‏ UKR |
| --------------------------------------------- | --------------------------------------------- | --------------------------------------------- |
| م                                             | عداء                                          | مرتبة                                         |
| 120                                           | Yuliia Biriukova ‏                             | 113                                           |
| 121                                           | Valeriya Kononenko ‏                           | 107                                           |
| 122                                           | Hanna Solovey ‏                                | 57                                            |

| منتخب تشيلي الوطني لسباق الدراجات على الطريق للسيدات 2021‏ CHI | منتخب تشيلي الوطني لسباق الدراجات على الطريق للسيدات 2021‏ CHI | منتخب تشيلي الوطني لسباق الدراجات على الطريق للسيدات 2021‏ CHI |
| ------------------------------------------------------------- | ------------------------------------------------------------- | ------------------------------------------------------------- |
| م                                                             | عداء                                                          | مرتبة                                                         |
| 123                                                           | باولا مونيوث                                                  | لم يكمل السباق                                                |
| 124                                                           | Stephanie Subercaseaux ‏                                       | لم يكمل السباق                                                |

| منتخب كوبا الوطني لسباق الدراجات على الطريق للسيدات 2021‏ CUB | منتخب كوبا الوطني لسباق الدراجات على الطريق للسيدات 2021‏ CUB | منتخب كوبا الوطني لسباق الدراجات على الطريق للسيدات 2021‏ CUB |
| ------------------------------------------------------------ | ------------------------------------------------------------ | ------------------------------------------------------------ |
| م                                                            | عداء                                                         | مرتبة                                                        |
| 125                                                          | أرلينيس سيرا                                                 | 5                                                            |

| فريق تايلاند لسباق الدراجات على الطريق للسيدات 2021‏ THA | فريق تايلاند لسباق الدراجات على الطريق للسيدات 2021‏ THA | فريق تايلاند لسباق الدراجات على الطريق للسيدات 2021‏ THA |
| ------------------------------------------------------- | ------------------------------------------------------- | ------------------------------------------------------- |
| م                                                       | عداء                                                    | مرتبة                                                   |
| 127                                                     | Chaniporn Batriya ‏                                      | لم يكمل السباق                                          |
| 128                                                     | Kamonrada Khaoplot‏                                      | لم يكمل السباق                                          |
| 129                                                     | Phetdarin Somrat ‏                                       | 100                                                     |

| فريق المجر لركوب الدراجات للسيدات 2021‏ HUN | فريق المجر لركوب الدراجات للسيدات 2021‏ HUN | فريق المجر لركوب الدراجات للسيدات 2021‏ HUN |
| ------------------------------------------ | ------------------------------------------ | ------------------------------------------ |
| م                                          | عداء                                       | مرتبة                                      |
| 130                                        | Blanka Vas ‏                                | 4                                          |

| فريق روسيا البيضاء لركوب الدراجات للسيدات 2021 ‏ BLR | فريق روسيا البيضاء لركوب الدراجات للسيدات 2021 ‏ BLR | فريق روسيا البيضاء لركوب الدراجات للسيدات 2021 ‏ BLR |
| --------------------------------------------------- | --------------------------------------------------- | --------------------------------------------------- |
| م                                                   | عداء                                                | مرتبة                                               |
| 131                                                 | ألينا أمياليوسيك                                    | 12                                                  |
| 132                                                 | Anastasiya Kolesava ‏                                | 70                                                  |

| فريق المكسيك لركوب الدراجات للسيدات 2021‏ MEX | فريق المكسيك لركوب الدراجات للسيدات 2021‏ MEX | فريق المكسيك لركوب الدراجات للسيدات 2021‏ MEX |
| -------------------------------------------- | -------------------------------------------- | -------------------------------------------- |
| م                                            | عداء                                         | مرتبة                                        |
| 133                                          | Lizbeth Salazar ‏                             | 99                                           |

| فريق التشيك لركوب الدراجات للسيدات 2021‏ CZE | فريق التشيك لركوب الدراجات للسيدات 2021‏ CZE | فريق التشيك لركوب الدراجات للسيدات 2021‏ CZE |
| ------------------------------------------- | ------------------------------------------- | ------------------------------------------- |
| م                                           | عداء                                        | مرتبة                                       |
| 134                                         | جارماليا ماشاكوفا                           | 60                                          |

| فريق إسرائيل لسباق الدراجات على الطريق للسيدات 2021‏ ISR | فريق إسرائيل لسباق الدراجات على الطريق للسيدات 2021‏ ISR | فريق إسرائيل لسباق الدراجات على الطريق للسيدات 2021‏ ISR |
| ------------------------------------------------------- | ------------------------------------------------------- | ------------------------------------------------------- |
| م                                                       | عداء                                                    | مرتبة                                                   |
| 135                                                     | Rotem Gafinovitz ‏                                       | 86                                                      |
| 136                                                     | Omer Shapira ‏                                           | 44                                                      |

| فريق أوزبكستان لسباق الدراجات على الطريق للسيدات 2021‏ UZB | فريق أوزبكستان لسباق الدراجات على الطريق للسيدات 2021‏ UZB | فريق أوزبكستان لسباق الدراجات على الطريق للسيدات 2021‏ UZB |
| --------------------------------------------------------- | --------------------------------------------------------- | --------------------------------------------------------- |
| م                                                         | عداء                                                      | مرتبة                                                     |
| 137                                                       | Shaknoza Abdullaeva ‏                                      | لم يكمل السباق                                            |
| 138                                                       | Anna Kulikova‏                                             | لم يكمل السباق                                            |
| 139                                                       | Yanina Kuskova ‏                                           | 114                                                       |

| فريق لاتفيا لركوب الدراجات للسيدات 2021‏ LAT | فريق لاتفيا لركوب الدراجات للسيدات 2021‏ LAT | فريق لاتفيا لركوب الدراجات للسيدات 2021‏ LAT |
| ------------------------------------------- | ------------------------------------------- | ------------------------------------------- |
| م                                           | عداء                                        | مرتبة                                       |
| 140                                         | Dana Rožlapa ‏                               | 108                                         |
| 141                                         | Lina Svarinska ‏                             | لم يكمل السباق                              |

| فريق سلوفاكيا لركوب الدراجات للسيدات 2021‏ SVK | فريق سلوفاكيا لركوب الدراجات للسيدات 2021‏ SVK | فريق سلوفاكيا لركوب الدراجات للسيدات 2021‏ SVK |
| --------------------------------------------- | --------------------------------------------- | --------------------------------------------- |
| م                                             | عداء                                          | مرتبة                                         |
| 143                                           | Tereza Medveďová ‏                             | لم يكمل السباق                                |

| فريق إستونيا لركوب الدراجات للسيدات 2021‏ EST | فريق إستونيا لركوب الدراجات للسيدات 2021‏ EST | فريق إستونيا لركوب الدراجات للسيدات 2021‏ EST |
| -------------------------------------------- | -------------------------------------------- | -------------------------------------------- |
| م                                            | عداء                                         | مرتبة                                        |
| 144                                          | Aidi Gerde Tuisk ‏                            | لم يكمل السباق                               |

| فريق جمهورية أيرلندا لركوب الدراجات للسيدات 2021‏ IRL | فريق جمهورية أيرلندا لركوب الدراجات للسيدات 2021‏ IRL | فريق جمهورية أيرلندا لركوب الدراجات للسيدات 2021‏ IRL |
| ---------------------------------------------------- | ---------------------------------------------------- | ---------------------------------------------------- |
| م                                                    | عداء                                                 | مرتبة                                                |
| 145                                                  | Megan Armitage ‏                                      | لم يكمل السباق                                       |

| فريق رواندا لسباق الدراجات للسيدات‏ RWA | فريق رواندا لسباق الدراجات للسيدات‏ RWA | فريق رواندا لسباق الدراجات للسيدات‏ RWA |
| -------------------------------------- | -------------------------------------- | -------------------------------------- |
| م                                      | عداء                                   | مرتبة                                  |
| 146                                    | Diane Ingabire ‏                        | لم يكمل السباق                         |
| 147                                    | Valantine Nzayisenga ‏                  | لم يكمل السباق                         |

| فريق آيسلندا لسباق الدراجات على الطريق للسيدات 2021‏ ISL | فريق آيسلندا لسباق الدراجات على الطريق للسيدات 2021‏ ISL | فريق آيسلندا لسباق الدراجات على الطريق للسيدات 2021‏ ISL |
| ------------------------------------------------------- | ------------------------------------------------------- | ------------------------------------------------------- |
| م                                                       | عداء                                                    | مرتبة                                                   |
| 148                                                     | Agusta Edda Bjornsdóttir ‏                               | لم يكمل السباق                                          |
| 149                                                     | Elín Björg Björnsdóttir‏                                 | لم يكمل السباق                                          |
| 150                                                     | Bríet Kristý Gunnarsdóttir ‏                             | لم يكمل السباق                                          |

| فريق صربيا لركوب الدراجات للسيدات 2021‏ SRB | فريق صربيا لركوب الدراجات للسيدات 2021‏ SRB | فريق صربيا لركوب الدراجات للسيدات 2021‏ SRB |
| ------------------------------------------ | ------------------------------------------ | ------------------------------------------ |
| م                                          | عداء                                       | مرتبة                                      |
| 151                                        | Jelena Erić (cyclist) ‏                     | 110                                        |

| فريق البرتغال لركوب الدراجات للسيدات 2021‏ POR | فريق البرتغال لركوب الدراجات للسيدات 2021‏ POR | فريق البرتغال لركوب الدراجات للسيدات 2021‏ POR |
| --------------------------------------------- | --------------------------------------------- | --------------------------------------------- |
| م                                             | عداء                                          | مرتبة                                         |
| 155                                           | Daniela Campos ‏                               | 103                                           |
| 156                                           | ماريا مارتينز                                 | لم يكمل السباق                                |

| فريق ترينيداد وتوباغو لسباق الدراجات للسيدات 2021‏ TTO | فريق ترينيداد وتوباغو لسباق الدراجات للسيدات 2021‏ TTO | فريق ترينيداد وتوباغو لسباق الدراجات للسيدات 2021‏ TTO |
| ----------------------------------------------------- | ----------------------------------------------------- | ----------------------------------------------------- |
| م                                                     | عداء                                                  | مرتبة                                                 |
| 160                                                   | Teniel Campbell ‏                                      | لم يكمل السباق                                        |

| فريق البرازيل لركوب الدراجات للسيدات 2021‏ BRA | فريق البرازيل لركوب الدراجات للسيدات 2021‏ BRA | فريق البرازيل لركوب الدراجات للسيدات 2021‏ BRA |
| --------------------------------------------- | --------------------------------------------- | --------------------------------------------- |
| م                                             | عداء                                          | مرتبة                                         |
| 161                                           | Thayna Araujo Lima‏                            | لم يكمل السباق                                |

| فريق إريتريا لسباق الدراجات على الطريق للسيدات 2021‏ ERI | فريق إريتريا لسباق الدراجات على الطريق للسيدات 2021‏ ERI | فريق إريتريا لسباق الدراجات على الطريق للسيدات 2021‏ ERI |
| ------------------------------------------------------- | ------------------------------------------------------- | ------------------------------------------------------- |
| م                                                       | عداء                                                    | مرتبة                                                   |
| 163                                                     | Bisrat Ghebremeskel ‏                                    | لم يكمل السباق                                          |
| 164                                                     | Desiet Kidane ‏                                          | لم يكمل السباق                                          |
| 165                                                     | Adiam Tesfalem ‏                                         | لم يكمل السباق                                          |

| فريق أذربيجان لركوب الدراجات للسيدات 2021‏ AZE | فريق أذربيجان لركوب الدراجات للسيدات 2021‏ AZE | فريق أذربيجان لركوب الدراجات للسيدات 2021‏ AZE |
| --------------------------------------------- | --------------------------------------------- | --------------------------------------------- |
| م                                             | عداء                                          | مرتبة                                         |
| 166                                           | Ayan Khankishiyeva‏                            | لم يكمل السباق                                |

| فريق اليابان لركوب الدراجات للسيدات 2021‏ JPN | فريق اليابان لركوب الدراجات للسيدات 2021‏ JPN | فريق اليابان لركوب الدراجات للسيدات 2021‏ JPN |
| -------------------------------------------- | -------------------------------------------- | -------------------------------------------- |
| م                                            | عداء                                         | مرتبة                                        |
| 167                                          | Eri Yonamine ‏                                | 85                                           |

| فريق باراغواي لسباق الدراجات على الطريق للسيدات 2021‏ PAR | فريق باراغواي لسباق الدراجات على الطريق للسيدات 2021‏ PAR | فريق باراغواي لسباق الدراجات على الطريق للسيدات 2021‏ PAR |
| -------------------------------------------------------- | -------------------------------------------------------- | -------------------------------------------------------- |
| م                                                        | عداء                                                     | مرتبة                                                    |
| 172                                                      | Agua Marina Espínola ‏                                    | لم يكمل السباق                                           |

| منتخب الأرجنتين الوطني لسباق الدراجات على الطريق للسيدات 2021‏ ARG | منتخب الأرجنتين الوطني لسباق الدراجات على الطريق للسيدات 2021‏ ARG | منتخب الأرجنتين الوطني لسباق الدراجات على الطريق للسيدات 2021‏ ARG |
| ----------------------------------------------------------------- | ----------------------------------------------------------------- | ----------------------------------------------------------------- |
| م                                                                 | عداء                                                              | مرتبة                                                             |
| 174                                                               | Luciana Roland‏                                                    | لم يكمل السباق                                                    |
| 175                                                               | فرناندا يابورا                                                    | لم يكمل السباق                                                    |

| فريق السويد لركوب الدراجات للسيدات 2021‏ SWE | فريق السويد لركوب الدراجات للسيدات 2021‏ SWE | فريق السويد لركوب الدراجات للسيدات 2021‏ SWE |
| ------------------------------------------- | ------------------------------------------- | ------------------------------------------- |
| م                                           | عداء                                        | مرتبة                                       |
| 176                                         | Nathalie Eklund (cyclist) ‏                  | 73                                          |

| فريق هولندا لركوب الدراجات للسيدات 2021 ‏ NED | فريق هولندا لركوب الدراجات للسيدات 2021 ‏ NED | فريق هولندا لركوب الدراجات للسيدات 2021 ‏ NED |
| -------------------------------------------- | -------------------------------------------- | -------------------------------------------- |
| م                                            | عداء                                         | مرتبة                                        |
| 1                                            | أنا فان دير بريغين                           | 89                                           |
| 2                                            | لوسيندا براند                                | 36                                           |
| 3                                            | ايمي بيترز                                   | 30                                           |
| 4                                            | Chantal van den Broek-Blaak                  | 32                                           |
| 5                                            | Ellen van Dijk                               | 18                                           |
| 6                                            | أنيميك فان فليوتن                            | 19                                           |
| 7                                            | ديمي فوليرينغ                                | 7                                            |
| 8                                            | ماريان فوس                                   | 2                                            |

| فريق إيطاليا لركوب الدراجات للسيدات 2021‏ ITA | فريق إيطاليا لركوب الدراجات للسيدات 2021‏ ITA | فريق إيطاليا لركوب الدراجات للسيدات 2021‏ ITA |
| -------------------------------------------- | -------------------------------------------- | -------------------------------------------- |
| م                                            | عداء                                         | مرتبة                                        |
| 9                                            | إليسا بالسامو                                | 1                                            |
| 10                                           | مارتا باستيانيلي                             | 22                                           |
| 11                                           | مارتا كافالي                                 | 20                                           |
| 12                                           | إيلينا سيتشيني                               | 95                                           |
| 13                                           | ماريا جوليا كونفالونيري                      | 23                                           |
| 14                                           | Vittoria Guazzini ‏                           | 94                                           |
| 15                                           | إليسا ونغو بورغيني                           | 17                                           |

| فريق الدنمارك لركوب الدراجات للسيدات 2021 ‏ DEN | فريق الدنمارك لركوب الدراجات للسيدات 2021 ‏ DEN | فريق الدنمارك لركوب الدراجات للسيدات 2021 ‏ DEN |
| ---------------------------------------------- | ---------------------------------------------- | ---------------------------------------------- |
| م                                              | عداء                                           | مرتبة                                          |
| 16                                             | أمالي ديديريكسن                                | 65                                             |
| 17                                             | Trine Holmsgaard ‏                              | 102                                            |
| 18                                             | Marita Jensen ‏                                 | 96                                             |
| 19                                             | Emma Norsgaard                                 | 82                                             |
| 20                                             | Rebecca Koerner ‏                               | لم يكمل السباق                                 |
| 21                                             | Julie Norman Leth ‏                             | 79                                             |
| 22                                             | سيسيلي أوتوب لودفيغ                            | 8                                              |

| فريق ألمانيا لركوب الدراجات للسيدات 2021‏ GER | فريق ألمانيا لركوب الدراجات للسيدات 2021‏ GER | فريق ألمانيا لركوب الدراجات للسيدات 2021‏ GER |
| -------------------------------------------- | -------------------------------------------- | -------------------------------------------- |
| م                                            | عداء                                         | مرتبة                                        |
| 23                                           | ليزا برينور                                  | 9                                            |
| 24                                           | Kathrin Hammes ‏                              | 74                                           |
| 25                                           | رومي كاسبر                                   | 87                                           |
| 26                                           | ليزا كلاين                                   | 66                                           |
| 27                                           | فرانشيسكا كوش ‏                               | 37                                           |
| 28                                           | Lea Lin Teutenberg ‏                          | 88                                           |
| 29                                           | ليان ليبرت                                   | لم يكمل السباق                               |

| فريق سويسرا لركوب الدراجات للسيدات 2021 ‏ SUI | فريق سويسرا لركوب الدراجات للسيدات 2021 ‏ SUI | فريق سويسرا لركوب الدراجات للسيدات 2021 ‏ SUI |
| -------------------------------------------- | -------------------------------------------- | -------------------------------------------- |
| م                                            | عداء                                         | مرتبة                                        |
| 30                                           | كارولين باور                                 | 105                                          |
| 31                                           | Elise Chabbey ‏                               | 13                                           |
| 32                                           | Sina Frei ‏                                   | 15                                           |
| 33                                           | Nicole Koller ‏                               | لم يكمل السباق                               |
| 34                                           | مارلين رويسر                                 | 90                                           |
| 35                                           | Noemi Rüegg ‏                                 | 62                                           |

| فريق الولايات المتحدة لركوب الدراجات للسيدات 2021‏ USA | فريق الولايات المتحدة لركوب الدراجات للسيدات 2021‏ USA | فريق الولايات المتحدة لركوب الدراجات للسيدات 2021‏ USA |
| ----------------------------------------------------- | ----------------------------------------------------- | ----------------------------------------------------- |
| م                                                     | عداء                                                  | مرتبة                                                 |
| 36                                                    | كريستين فولكنر                                        | 52                                                    |
| 37                                                    | Coryn Rivera                                          | 10                                                    |
| 38                                                    | لورين ستيفنز                                          | 106                                                   |
| 39                                                    | ليا توماس                                             | 56                                                    |
| 40                                                    | تايلر وايلز                                           | 71                                                    |
| 41                                                    | روث ويندر                                             | 21                                                    |

| فريق أستراليا لركوب الدراجات للسيدات 2021‏ AUS | فريق أستراليا لركوب الدراجات للسيدات 2021‏ AUS | فريق أستراليا لركوب الدراجات للسيدات 2021‏ AUS |
| --------------------------------------------- | --------------------------------------------- | --------------------------------------------- |
| م                                             | عداء                                          | مرتبة                                         |
| 42                                            | جيسيكا ألين                                   | 111                                           |
| 43                                            | تيفاني كرومويل                                | 41                                            |
| 44                                            | Lauretta Hanson ‏                              | 92                                            |
| 45                                            | كلو هوسكينغ                                   | لم يكمل السباق                                |
| 46                                            | Rachel Neylan ‏                                | 24                                            |
| 47                                            | سارة روي                                      | 38                                            |
| 48                                            | أماندا سبرات                                  | 93                                            |

| فريق بلجيكا لركوب الدراجات للسيدات 2021 ‏ BEL | فريق بلجيكا لركوب الدراجات للسيدات 2021 ‏ BEL | فريق بلجيكا لركوب الدراجات للسيدات 2021 ‏ BEL |
| -------------------------------------------- | -------------------------------------------- | -------------------------------------------- |
| م                                            | عداء                                         | مرتبة                                        |
| 49                                           | Shari Bossuyt ‏                               | 59                                           |
| 50                                           | Kim de Baat ‏                                 | لم يكمل السباق                               |
| 51                                           | Valerie Demey ‏                               | 76                                           |
| 52                                           | جولين ديهور                                  | 34                                           |
| 53                                           | لوت كوبيكي                                   | 16                                           |
| 54                                           | Jesse Vandenbulcke ‏                          | 48                                           |

| فريق جنوب أفريقيا لركوب الدراجات للسيدات 2021‏ RSA | فريق جنوب أفريقيا لركوب الدراجات للسيدات 2021‏ RSA | فريق جنوب أفريقيا لركوب الدراجات للسيدات 2021‏ RSA |
| ------------------------------------------------- | ------------------------------------------------- | ------------------------------------------------- |
| م                                                 | عداء                                              | مرتبة                                             |
| 55                                                | Frances Janse van Rensburg ‏                       | 112                                               |
| 56                                                | Kerry Jonker ‏                                     | لم يكمل السباق                                    |
| 57                                                | Tiffany Keep ‏                                     | لم يكمل السباق                                    |
| 58                                                | آشلي مولمان                                       | 11                                                |
| 59                                                | Hayley Preen ‏                                     | 61                                                |
| 60                                                | Courteney Webb‏                                    | لم يكمل السباق                                    |

| فريق بولندا لركوب الدراجات للسيدات 2021‏ POL | فريق بولندا لركوب الدراجات للسيدات 2021‏ POL | فريق بولندا لركوب الدراجات للسيدات 2021‏ POL |
| ------------------------------------------- | ------------------------------------------- | ------------------------------------------- |
| م                                           | عداء                                        | مرتبة                                       |
| 61                                          | Marta Jaskulska ‏                            | 68                                          |
| 62                                          | Karolina Karasiewicz ‏                       | 97                                          |
| 63                                          | Karolina Kumięga ‏                           | 51                                          |
| 64                                          | Marta Lach ‏                                 | 53                                          |
| 65                                          | Aurela Nerlo ‏                               | 72                                          |
| 66                                          | كاتارزينا نيفيادوما                         | 3                                           |

| فريق فرنسا لركوب الدراجات للسيدات 2021 ‏ FRA | فريق فرنسا لركوب الدراجات للسيدات 2021 ‏ FRA | فريق فرنسا لركوب الدراجات للسيدات 2021 ‏ FRA |
| ------------------------------------------- | ------------------------------------------- | ------------------------------------------- |
| م                                           | عداء                                        | مرتبة                                       |
| 67                                          | أود بيانيك                                  | 45                                          |
| 68                                          | Audrey Cordon-Ragot                         | 27                                          |
| 69                                          | أوجيني دوفال                                | 49                                          |
| 70                                          | روكسان فورنييه                              | 109                                         |
| 71                                          | جولييت لابوس                                | 46                                          |
| 72                                          | Évita Muzic ‏                                | 50                                          |

| بريطانيا GBR | بريطانيا GBR   | بريطانيا GBR   |
| ------------ | -------------- | -------------- |
| م            | عداء           | مرتبة          |
| 73           | Alice Barnes   | 84             |
| 74           | Lizzie Deignan | 14             |
| 75           | فايفر جورجي    | 35             |
| 76           | آنا هندرسون    | 25             |
| 77           | Joss Lowden ‏   | لم يكمل السباق |
| 78           | Anna Shackley ‏ | 40             |

| فريق إسبانيا لركوب الدراجات للسيدات 2021 ‏ ESP | فريق إسبانيا لركوب الدراجات للسيدات 2021 ‏ ESP | فريق إسبانيا لركوب الدراجات للسيدات 2021 ‏ ESP |
| --------------------------------------------- | --------------------------------------------- | --------------------------------------------- |
| م                                             | عداء                                          | مرتبة                                         |
| 79                                            | مارغريتا فيكتوريا غارسيا                      | 29                                            |
| 80                                            | شيلا جوتيريز                                  | 81                                            |
| 81                                            | سارا مارتين                                   | 69                                            |
| 82                                            | إيدر ميرينو كورتازار                          | 55                                            |
| 83                                            | Lourdes Oyarbide ‏                             | 77                                            |
| 84                                            | أني سانستيبان                                 | 39                                            |

| فريق النرويج لركوب الدراجات للسيدات 2021 ‏ NOR | فريق النرويج لركوب الدراجات للسيدات 2021 ‏ NOR | فريق النرويج لركوب الدراجات للسيدات 2021 ‏ NOR |
| --------------------------------------------- | --------------------------------------------- | --------------------------------------------- |
| م                                             | عداء                                          | مرتبة                                         |
| 85                                            | Katrine Aalerud ‏                              | 83                                            |
| 86                                            | سوزان أندرسن                                  | 75                                            |
| 87                                            | Stine Borgli ‏                                 | 80                                            |
| 88                                            | Ingvild Gåskjenn ‏                             | 78                                            |
| 89                                            | إميلي موبيرج                                  | لم يكمل السباق                                |
| 90                                            | Anne Dorthe Ysland ‏                           | 47                                            |

| فريق سلوفينيا لركوب الدراجات للسيدات 2021‏ SLO | فريق سلوفينيا لركوب الدراجات للسيدات 2021‏ SLO | فريق سلوفينيا لركوب الدراجات للسيدات 2021‏ SLO |
| --------------------------------------------- | --------------------------------------------- | --------------------------------------------- |
| م                                             | عداء                                          | مرتبة                                         |
| 91                                            | Urška Bravec ‏                                 | لم يكمل السباق                                |
| 92                                            | يوجينة بوجاك                                  | 58                                            |
| 93                                            | Špela Kern ‏                                   | 28                                            |
| 94                                            | Urška Žigart ‏                                 | لم يكمل السباق                                |

| فريق نيوزيلندا لركوب الدراجات للسيدات 2021‏ NZL | فريق نيوزيلندا لركوب الدراجات للسيدات 2021‏ NZL | فريق نيوزيلندا لركوب الدراجات للسيدات 2021‏ NZL |
| ---------------------------------------------- | ---------------------------------------------- | ---------------------------------------------- |
| م                                              | عداء                                           | مرتبة                                          |
| 95                                             | Henrietta Christie ‏                            | لم يكمل السباق                                 |
| 96                                             | ميشيلا دراموند                                 | 64                                             |
| 97                                             | Niamh Fisher-Black ‏                            | 91                                             |
| 98                                             | إيلا هاريس                                     | 26                                             |

| منتخب النمسا لركوب الدراجات للسيدات 2021‏ AUT | منتخب النمسا لركوب الدراجات للسيدات 2021‏ AUT | منتخب النمسا لركوب الدراجات للسيدات 2021‏ AUT |
| -------------------------------------------- | -------------------------------------------- | -------------------------------------------- |
| م                                            | عداء                                         | مرتبة                                        |
| 99                                           | Verena Eberhardt ‏                            | لم يكمل السباق                               |
| 100                                          | Sarah Rijkes ‏                                | 67                                           |
| 101                                          | Christina Schweinberger ‏                     | 104                                          |
| 102                                          | Kathrin Schweinberger ‏                       | لم يكمل السباق                               |

| فريق السويد لركوب الدراجات للسيدات 2021‏ SWE | فريق السويد لركوب الدراجات للسيدات 2021‏ SWE | فريق السويد لركوب الدراجات للسيدات 2021‏ SWE |
| ------------------------------------------- | ------------------------------------------- | ------------------------------------------- |
| م                                           | عداء                                        | مرتبة                                       |
| 103                                         | Caroline Andersson ‏                         | لم يكمل السباق                              |
| 104                                         | Julia Borgström ‏                            | 101                                         |
| 105                                         | حنا نيلسون                                  | 43                                          |
| 106                                         | Sara Penton ‏                                | لم يكمل السباق                              |

| فريق كندا لركوب الدراجات للسيدات 2021‏ CAN | فريق كندا لركوب الدراجات للسيدات 2021‏ CAN | فريق كندا لركوب الدراجات للسيدات 2021‏ CAN |
| ----------------------------------------- | ----------------------------------------- | ----------------------------------------- |
| م                                         | عداء                                      | مرتبة                                     |
| 107                                       | كارول آن كانويل                           | 31                                        |
| 108                                       | أليسون جاكسون                             | 6                                         |
| 109                                       | ليا كيرشمان                               | 63                                        |

| فريق الاتحاد الروسي للدراجات لسباق الدراجات على الطريق للسيدات‏ RCF | فريق الاتحاد الروسي للدراجات لسباق الدراجات على الطريق للسيدات‏ RCF | فريق الاتحاد الروسي للدراجات لسباق الدراجات على الطريق للسيدات‏ RCF |
| ------------------------------------------------------------------ | ------------------------------------------------------------------ | ------------------------------------------------------------------ |
| م                                                                  | عداء                                                               | مرتبة                                                              |
| 110                                                                | تمارا بالابولينا ‏                                                  | لم يكمل السباق                                                     |

| فريق كولومبيا لركوب الدراجات للسيدات 2021‏ COL | فريق كولومبيا لركوب الدراجات للسيدات 2021‏ COL | فريق كولومبيا لركوب الدراجات للسيدات 2021‏ COL |
| --------------------------------------------- | --------------------------------------------- | --------------------------------------------- |
| م                                             | عداء                                          | مرتبة                                         |
| 111                                           | Erika Milena Botero‏                           | لم يكمل السباق                                |
| 112                                           | Lorena Colmenares ‏                            | 117                                           |
| 113                                           | Lina Hernández ‏                               | لم يكمل السباق                                |
| 114                                           | Paula Patiño ‏                                 | 42                                            |
| 115                                           | Diana Peñuela ‏                                | 98                                            |

| فريق لوكسمبورغ لسباق الدراجات على الطريق للسيدات 2021‏ LUX | فريق لوكسمبورغ لسباق الدراجات على الطريق للسيدات 2021‏ LUX | فريق لوكسمبورغ لسباق الدراجات على الطريق للسيدات 2021‏ LUX |
| --------------------------------------------------------- | --------------------------------------------------------- | --------------------------------------------------------- |
| م                                                         | عداء                                                      | مرتبة                                                     |
| 116                                                       | Nina Berton ‏                                              | 116                                                       |
| 117                                                       | كريستين ماجروس                                            | 33                                                        |

| فريق ليتوانيا لركوب الدراجات للسيدات 2021‏ LTU | فريق ليتوانيا لركوب الدراجات للسيدات 2021‏ LTU | فريق ليتوانيا لركوب الدراجات للسيدات 2021‏ LTU |
| --------------------------------------------- | --------------------------------------------- | --------------------------------------------- |
| م                                             | عداء                                          | مرتبة                                         |
| 118                                           | Inga Češulienė ‏                               | 115                                           |
| 119                                           | راسا ليليفيتو                                 | 54                                            |

| فريق أوكرانيا لركوب الدراجات للسيدات 2021‏ UKR | فريق أوكرانيا لركوب الدراجات للسيدات 2021‏ UKR | فريق أوكرانيا لركوب الدراجات للسيدات 2021‏ UKR |
| --------------------------------------------- | --------------------------------------------- | --------------------------------------------- |
| م                                             | عداء                                          | مرتبة                                         |
| 120                                           | Yuliia Biriukova ‏                             | 113                                           |
| 121                                           | Valeriya Kononenko ‏                           | 107                                           |
| 122                                           | Hanna Solovey ‏                                | 57                                            |

| منتخب تشيلي الوطني لسباق الدراجات على الطريق للسيدات 2021‏ CHI | منتخب تشيلي الوطني لسباق الدراجات على الطريق للسيدات 2021‏ CHI | منتخب تشيلي الوطني لسباق الدراجات على الطريق للسيدات 2021‏ CHI |
| ------------------------------------------------------------- | ------------------------------------------------------------- | ------------------------------------------------------------- |
| م                                                             | عداء                                                          | مرتبة                                                         |
| 123                                                           | باولا مونيوث                                                  | لم يكمل السباق                                                |
| 124                                                           | Stephanie Subercaseaux ‏                                       | لم يكمل السباق                                                |

| منتخب كوبا الوطني لسباق الدراجات على الطريق للسيدات 2021‏ CUB | منتخب كوبا الوطني لسباق الدراجات على الطريق للسيدات 2021‏ CUB | منتخب كوبا الوطني لسباق الدراجات على الطريق للسيدات 2021‏ CUB |
| ------------------------------------------------------------ | ------------------------------------------------------------ | ------------------------------------------------------------ |
| م                                                            | عداء                                                         | مرتبة                                                        |
| 125                                                          | أرلينيس سيرا                                                 | 5                                                            |

| فريق تايلاند لسباق الدراجات على الطريق للسيدات 2021‏ THA | فريق تايلاند لسباق الدراجات على الطريق للسيدات 2021‏ THA | فريق تايلاند لسباق الدراجات على الطريق للسيدات 2021‏ THA |
| ------------------------------------------------------- | ------------------------------------------------------- | ------------------------------------------------------- |
| م                                                       | عداء                                                    | مرتبة                                                   |
| 127                                                     | Chaniporn Batriya ‏                                      | لم يكمل السباق                                          |
| 128                                                     | Kamonrada Khaoplot‏                                      | لم يكمل السباق                                          |
| 129                                                     | Phetdarin Somrat ‏                                       | 100                                                     |

| فريق المجر لركوب الدراجات للسيدات 2021‏ HUN | فريق المجر لركوب الدراجات للسيدات 2021‏ HUN | فريق المجر لركوب الدراجات للسيدات 2021‏ HUN |
| ------------------------------------------ | ------------------------------------------ | ------------------------------------------ |
| م                                          | عداء                                       | مرتبة                                      |
| 130                                        | Blanka Vas ‏                                | 4                                          |

| فريق روسيا البيضاء لركوب الدراجات للسيدات 2021 ‏ BLR | فريق روسيا البيضاء لركوب الدراجات للسيدات 2021 ‏ BLR | فريق روسيا البيضاء لركوب الدراجات للسيدات 2021 ‏ BLR |
| --------------------------------------------------- | --------------------------------------------------- | --------------------------------------------------- |
| م                                                   | عداء                                                | مرتبة                                               |
| 131                                                 | ألينا أمياليوسيك                                    | 12                                                  |
| 132                                                 | Anastasiya Kolesava ‏                                | 70                                                  |

| فريق المكسيك لركوب الدراجات للسيدات 2021‏ MEX | فريق المكسيك لركوب الدراجات للسيدات 2021‏ MEX | فريق المكسيك لركوب الدراجات للسيدات 2021‏ MEX |
| -------------------------------------------- | -------------------------------------------- | -------------------------------------------- |
| م                                            | عداء                                         | مرتبة                                        |
| 133                                          | Lizbeth Salazar ‏                             | 99                                           |

| فريق التشيك لركوب الدراجات للسيدات 2021‏ CZE | فريق التشيك لركوب الدراجات للسيدات 2021‏ CZE | فريق التشيك لركوب الدراجات للسيدات 2021‏ CZE |
| ------------------------------------------- | ------------------------------------------- | ------------------------------------------- |
| م                                           | عداء                                        | مرتبة                                       |
| 134                                         | جارماليا ماشاكوفا                           | 60                                          |

| فريق إسرائيل لسباق الدراجات على الطريق للسيدات 2021‏ ISR | فريق إسرائيل لسباق الدراجات على الطريق للسيدات 2021‏ ISR | فريق إسرائيل لسباق الدراجات على الطريق للسيدات 2021‏ ISR |
| ------------------------------------------------------- | ------------------------------------------------------- | ------------------------------------------------------- |
| م                                                       | عداء                                                    | مرتبة                                                   |
| 135                                                     | Rotem Gafinovitz ‏                                       | 86                                                      |
| 136                                                     | Omer Shapira ‏                                           | 44                                                      |

| فريق أوزبكستان لسباق الدراجات على الطريق للسيدات 2021‏ UZB | فريق أوزبكستان لسباق الدراجات على الطريق للسيدات 2021‏ UZB | فريق أوزبكستان لسباق الدراجات على الطريق للسيدات 2021‏ UZB |
| --------------------------------------------------------- | --------------------------------------------------------- | --------------------------------------------------------- |
| م                                                         | عداء                                                      | مرتبة                                                     |
| 137                                                       | Shaknoza Abdullaeva ‏                                      | لم يكمل السباق                                            |
| 138                                                       | Anna Kulikova‏                                             | لم يكمل السباق                                            |
| 139                                                       | Yanina Kuskova ‏                                           | 114                                                       |

| فريق لاتفيا لركوب الدراجات للسيدات 2021‏ LAT | فريق لاتفيا لركوب الدراجات للسيدات 2021‏ LAT | فريق لاتفيا لركوب الدراجات للسيدات 2021‏ LAT |
| ------------------------------------------- | ------------------------------------------- | ------------------------------------------- |
| م                                           | عداء                                        | مرتبة                                       |
| 140                                         | Dana Rožlapa ‏                               | 108                                         |
| 141                                         | Lina Svarinska ‏                             | لم يكمل السباق                              |

| فريق سلوفاكيا لركوب الدراجات للسيدات 2021‏ SVK | فريق سلوفاكيا لركوب الدراجات للسيدات 2021‏ SVK | فريق سلوفاكيا لركوب الدراجات للسيدات 2021‏ SVK |
| --------------------------------------------- | --------------------------------------------- | --------------------------------------------- |
| م                                             | عداء                                          | مرتبة                                         |
| 143                                           | Tereza Medveďová ‏                             | لم يكمل السباق                                |

| فريق إستونيا لركوب الدراجات للسيدات 2021‏ EST | فريق إستونيا لركوب الدراجات للسيدات 2021‏ EST | فريق إستونيا لركوب الدراجات للسيدات 2021‏ EST |
| -------------------------------------------- | -------------------------------------------- | -------------------------------------------- |
| م                                            | عداء                                         | مرتبة                                        |
| 144                                          | Aidi Gerde Tuisk ‏                            | لم يكمل السباق                               |

| فريق جمهورية أيرلندا لركوب الدراجات للسيدات 2021‏ IRL | فريق جمهورية أيرلندا لركوب الدراجات للسيدات 2021‏ IRL | فريق جمهورية أيرلندا لركوب الدراجات للسيدات 2021‏ IRL |
| ---------------------------------------------------- | ---------------------------------------------------- | ---------------------------------------------------- |
| م                                                    | عداء                                                 | مرتبة                                                |
| 145                                                  | Megan Armitage ‏                                      | لم يكمل السباق                                       |

| فريق رواندا لسباق الدراجات للسيدات‏ RWA | فريق رواندا لسباق الدراجات للسيدات‏ RWA | فريق رواندا لسباق الدراجات للسيدات‏ RWA |
| -------------------------------------- | -------------------------------------- | -------------------------------------- |
| م                                      | عداء                                   | مرتبة                                  |
| 146                                    | Diane Ingabire ‏                        | لم يكمل السباق                         |
| 147                                    | Valantine Nzayisenga ‏                  | لم يكمل السباق                         |

| فريق آيسلندا لسباق الدراجات على الطريق للسيدات 2021‏ ISL | فريق آيسلندا لسباق الدراجات على الطريق للسيدات 2021‏ ISL | فريق آيسلندا لسباق الدراجات على الطريق للسيدات 2021‏ ISL |
| ------------------------------------------------------- | ------------------------------------------------------- | ------------------------------------------------------- |
| م                                                       | عداء                                                    | مرتبة                                                   |
| 148                                                     | Agusta Edda Bjornsdóttir ‏                               | لم يكمل السباق                                          |
| 149                                                     | Elín Björg Björnsdóttir‏                                 | لم يكمل السباق                                          |
| 150                                                     | Bríet Kristý Gunnarsdóttir ‏                             | لم يكمل السباق                                          |

| فريق صربيا لركوب الدراجات للسيدات 2021‏ SRB | فريق صربيا لركوب الدراجات للسيدات 2021‏ SRB | فريق صربيا لركوب الدراجات للسيدات 2021‏ SRB |
| ------------------------------------------ | ------------------------------------------ | ------------------------------------------ |
| م                                          | عداء                                       | مرتبة                                      |
| 151                                        | Jelena Erić (cyclist) ‏                     | 110                                        |

| فريق البرتغال لركوب الدراجات للسيدات 2021‏ POR | فريق البرتغال لركوب الدراجات للسيدات 2021‏ POR | فريق البرتغال لركوب الدراجات للسيدات 2021‏ POR |
| --------------------------------------------- | --------------------------------------------- | --------------------------------------------- |
| م                                             | عداء                                          | مرتبة                                         |
| 155                                           | Daniela Campos ‏                               | 103                                           |
| 156                                           | ماريا مارتينز                                 | لم يكمل السباق                                |

| فريق ترينيداد وتوباغو لسباق الدراجات للسيدات 2021‏ TTO | فريق ترينيداد وتوباغو لسباق الدراجات للسيدات 2021‏ TTO | فريق ترينيداد وتوباغو لسباق الدراجات للسيدات 2021‏ TTO |
| ----------------------------------------------------- | ----------------------------------------------------- | ----------------------------------------------------- |
| م                                                     | عداء                                                  | مرتبة                                                 |
| 160                                                   | Teniel Campbell ‏                                      | لم يكمل السباق                                        |

| فريق البرازيل لركوب الدراجات للسيدات 2021‏ BRA | فريق البرازيل لركوب الدراجات للسيدات 2021‏ BRA | فريق البرازيل لركوب الدراجات للسيدات 2021‏ BRA |
| --------------------------------------------- | --------------------------------------------- | --------------------------------------------- |
| م                                             | عداء                                          | مرتبة                                         |
| 161                                           | Thayna Araujo Lima‏                            | لم يكمل السباق                                |

| فريق إريتريا لسباق الدراجات على الطريق للسيدات 2021‏ ERI | فريق إريتريا لسباق الدراجات على الطريق للسيدات 2021‏ ERI | فريق إريتريا لسباق الدراجات على الطريق للسيدات 2021‏ ERI |
| ------------------------------------------------------- | ------------------------------------------------------- | ------------------------------------------------------- |
| م                                                       | عداء                                                    | مرتبة                                                   |
| 163                                                     | Bisrat Ghebremeskel ‏                                    | لم يكمل السباق                                          |
| 164                                                     | Desiet Kidane ‏                                          | لم يكمل السباق                                          |
| 165                                                     | Adiam Tesfalem ‏                                         | لم يكمل السباق                                          |

| فريق أذربيجان لركوب الدراجات للسيدات 2021‏ AZE | فريق أذربيجان لركوب الدراجات للسيدات 2021‏ AZE | فريق أذربيجان لركوب الدراجات للسيدات 2021‏ AZE |
| --------------------------------------------- | --------------------------------------------- | --------------------------------------------- |
| م                                             | عداء                                          | مرتبة                                         |
| 166                                           | Ayan Khankishiyeva‏                            | لم يكمل السباق                                |

| فريق اليابان لركوب الدراجات للسيدات 2021‏ JPN | فريق اليابان لركوب الدراجات للسيدات 2021‏ JPN | فريق اليابان لركوب الدراجات للسيدات 2021‏ JPN |
| -------------------------------------------- | -------------------------------------------- | -------------------------------------------- |
| م                                            | عداء                                         | مرتبة                                        |
| 167                                          | Eri Yonamine ‏                                | 85                                           |

| فريق باراغواي لسباق الدراجات على الطريق للسيدات 2021‏ PAR | فريق باراغواي لسباق الدراجات على الطريق للسيدات 2021‏ PAR | فريق باراغواي لسباق الدراجات على الطريق للسيدات 2021‏ PAR |
| -------------------------------------------------------- | -------------------------------------------------------- | -------------------------------------------------------- |
| م                                                        | عداء                                                     | مرتبة                                                    |
| 172                                                      | Agua Marina Espínola ‏                                    | لم يكمل السباق                                           |

| منتخب الأرجنتين الوطني لسباق الدراجات على الطريق للسيدات 2021‏ ARG | منتخب الأرجنتين الوطني لسباق الدراجات على الطريق للسيدات 2021‏ ARG | منتخب الأرجنتين الوطني لسباق الدراجات على الطريق للسيدات 2021‏ ARG |
| ----------------------------------------------------------------- | ----------------------------------------------------------------- | ----------------------------------------------------------------- |
| م                                                                 | عداء                                                              | مرتبة                                                             |
| 174                                                               | Luciana Roland‏                                                    | لم يكمل السباق                                                    |
| 175                                                               | فرناندا يابورا                                                    | لم يكمل السباق                                                    |

| فريق السويد لركوب الدراجات للسيدات 2021‏ SWE | فريق السويد لركوب الدراجات للسيدات 2021‏ SWE | فريق السويد لركوب الدراجات للسيدات 2021‏ SWE |
| ------------------------------------------- | ------------------------------------------- | ------------------------------------------- |
| م                                           | عداء                                        | مرتبة                                       |
| 176                                         | Nathalie Eklund (cyclist) ‏                  | 73                                          |

## التصنيف العام النهائي
| التصنيف العام                          | التصنيف العام        | التصنيف العام    | التصنيف العام    | التصنيف العام     |
| العداء                                 | العداء               | البلد            | الفريق           | الوقت             |
| -------------------------------------- | -------------------- | ---------------- | ---------------- | ----------------- |
| 1                                      | إليسا بالسامو        | إيطاليا          | إيطاليا          | 3 س 52 دقيقة 27 ث |
| 2                                      | ماريان فوس           | هولندا           | هولندا           | + 0 ث             |
| 3                                      | Katarzyna Niewiadoma | بولندا           | بولندا           | + 1 ث             |
| 4                                      | Blanka Vas ‏          | المجر            | المجر            | + 1 ث             |
| 5                                      | أرلينيس سيرا         | كوبا             | كوبا             | + 1 ث             |
| 6                                      | أليسون جاكسون        | كندا             | كندا             | + 1 ث             |
| 7                                      | ديمي فوليرينغ        | هولندا           | هولندا           | + 1 ث             |
| 8                                      | سيسيلي أوتوب لودفيغ  | الدنمارك         | الدنمارك         | + 1 ث             |
| 9                                      | ليزا برينور          | ألمانيا          | ألمانيا          | + 1 ث             |
| 10                                     | Coryn Rivera         | الولايات المتحدة | الولايات المتحدة | + 1 ث             |
| مصدر: ProCyclingStats Cycling Quotient |                      |                  |                  |                   |

## وصلات خارجية
- لمحة عن سباق سباق الطريق للسيدات في بطولة العالم لسباق الدراجات على الطريق 2021 على موقع  ProCyclingStats   (برو  سايكلنج  ستاتس) - إحصاءات  محترفي  الدراجات.
- سباق الطريق للسيدات في بطولة العالم لسباق الدراجات على الطريق 2021 على موقع إحصائيات الدراجات الإحترافية (الإنجليزية)